# Tomas Radzinevičius
Tomas Radzinevičius (* 5. červen 1981, Marijampolė, Litevská SSR, Sovětský svaz) je bývalý litevský fotbalový útočník, naposledy hrál za klub Valletta FC. V sezoně 2002/03 a 2015 byl vyhlášen nejlepším fotbalistou litevské A Lygy.
V dresu Litvy nastoupil v jednadvaceti utkáních, v nichž vstřelil jeden gól do sítě Malty.

## Úspěchy

### Klubové
FC Slovan Liberec
- 1× mistr české ligy (2005/06)

### Reprezentační
- 1× vítěz Baltic Cupu (2005)

### Individuální
- Nejlepší fotbalista litevské A Ligy (2002/03)[1]
- Nejlepší fotbalista litevske A Ligy (2015)
- Nejlepší střelec litevské A Ligy (2015)